# Тхэквондо на Европейских играх 2015
Соревнования по тхэквондо на Европейских играх 2015 прошли в Бакинском кристальном зале с 16 по 19 июля 2015 года. Были разыграны 8 комплектов наград: в 4 весовых категориях у мужчин и женщин. Призерами стали представители 13 стран, а победителем в общем медальном зачете сборная команда Азербайджана с 5 медалями, в том числе 3 золотыми, 1 сербряной и 1 бронзовой. 

## Календарь
| ЦО | Церемония открытия | ● | Квалификации | 2 | Финалы соревнований | ЦЗ | Церемония закрытия |

| Июнь      | Июнь      | 12 Пт | 13 Сб | 14 Вс | 15 Пн | 16 Вт | 17 Ср | 18 Чт | 19 Пт | 20 Сб | 21 Вс | 22 Пн | 23 Вт | 24 Ср | 25 Чт | 26 Пт | 27 Сб | 28 Вс | Медали |
| --------- | --------- | ----- | ----- | ----- | ----- | ----- | ----- | ----- | ----- | ----- | ----- | ----- | ----- | ----- | ----- | ----- | ----- | ----- | ------ |
| Тхэквондо | Тхэквондо | ЦО    |       |       |       | 2     | 2     | 2     | 2     |       |       |       |       |       |       |       |       | ЦЗ    | 8      |

## Медали

### Общий зачёт
(Жирным выделено самое большое количество медалей в своей категории; принимающая страна также выделена)
| Общее количество медалей |                |        |         |        |       |
| Место                    | Страна         | Золото | Серебро | Бронза | Всего |
| 1                        | Азербайджан    | 3      | 1       | 1      | 5     |
| 2                        | Великобритания | 2      | 0       | 1      | 3     |
| 3                        | Россия         | 1      | 2       | 2      | 5     |
| 4                        | Португалия     | 1      | 0       | 1      | 2     |
| 5                        | Франция        | 1      | 0       | 0      | 1     |
| 6                        | Сербия         | 0      | 2       | 0      | 2     |
| 7                        | Испания        | 0      | 1       | 3      | 4     |
| 7                        | Хорватия       | 0      | 1       | 3      | 4     |
| 9                        | Польша         | 0      | 1       | 0      | 1     |
| 10                       | Швеция         | 0      | 0       | 2      | 2     |
| 11                       | Бельгия        | 0      | 0       | 1      | 1     |
| 11                       | Германия       | 0      | 0       | 1      | 1     |
| 11                       | Турция         | 0      | 0       | 1      | 1     |
| -                        | Всего          | 8      | 8       | 16     | 32    |

### Медалисты

#### Мужчины
| Вес         | Золото                            | Серебро                       | Бронза                                                   |
| ----------- | --------------------------------- | ----------------------------- | -------------------------------------------------------- |
| До 58 кг    | Руй Браганса Португалия           | Хесус Тортоса Кабрера Испания | Си Мохаммед Кетби Бельгия Левент Тунджат Германия        |
| До 68 кг    | Айхан Тагизаде Азербайджан        | Кароль Робак Польша           | Хоэль Гонсалес Испания Алексей Денисенко Россия          |
| До 80 кг    | Милад Бейги Харчегани Азербайджан | Альберт Гаун Россия           | Мухаммад Лутало Великобритания Жулиу Феррейра Португалия |
| Свыше 80 кг | Радик Исаев Азербайджан           | Владислав Ларин Россия        | Ведран Голец Хорватия Даниэль Рос Гомес Испания          |

#### Женщины
| Дисциплина  | Золото                       | Серебро                    | Бронза                                                 |
| ----------- | ---------------------------- | -------------------------- | ------------------------------------------------------ |
| До 49 кг    | Шарли Маддок Великобритания  | Тияна Богданович Сербия    | Патимат Абакарова Азербайджан Люция Занинович Хорватия |
| До 57 кг    | Джейд Джонс Великобритания   | Ана Занинович Хорватия     | Никита Гласнович Швеция Эва Кальво Гомес Испания       |
| До 67 кг    | Анастасия Барышникова Россия | Фарида Азизова Азербайджан | Элин Юханссон Швеция Нур Татар Турция                  |
| Свыше 67 кг | Гвладис Эпанг Франция        | Милица Мандич Сербия       | Ива Радош Хорватия Ольга Иванова Россия                |